# Фердинанд Йозеф фон Дитрихщайн
Фердинанд Йозеф фон Дитрихщайн (на немски: Ferdinand Joseph von Dietrichstein; * 25 септември 1636, Виена, Хабсбургска монархия; † 28 ноември 1698, Микулов, Чехия) е австрийски благородник, 3. (2.) княз на Дитрихщайн-Николсбург (1655 – 1698), покняжен граф на Тарасп, фрайхер на Холенбург, Финкенщайн и Талберг, оберст-дворцов-майстер, конференц-министър и таен съветник на император Леополд I. През 1668 г. става рицар на Ордена на Златното руно.
Между 1658 и 1678 г. той строи бароков дворец във Виена.

## Произход
Той е най-големият, останал жив син на княз Максимилиан фон Дитрихщайн (1596 – 1655) и първата му съпруга принцеса Анна Мария Франциска фон Лихтенщайн (1597 – 1638), дъщеря на княз Карл I фон Лихтенщайн (1569 – 1627) и Анна Мария баронеса фон Босковиц-Шварценберг-Черна-Гора († 1625). Баща му се жени втори път на 4 декември 1640 г. за графиня София Агнес фон Мансфелд-Фордерорт-Борнщет (1619 – 1677), дъщеря на граф Волфганг фон Мансфелд (1575 – 1638).
Брат е на граф Максимилиан фон Дитрихщайн (1638 – 1692) и полубрат на граф Филип Зигмунд фон Дитрихщайн (1651 – 1716).

## Фамилия
Фердинанд Йозеф фон Дитрихщайн се жени на 7 февруари 1656 г. в Грац за принцеса Мария Елизабет фон Егенберг (* 26 септември 1640; † 19 май 1715), дъщеря на княз Йохан Антон I фон Егенберг (1610 – 1649) и принцеса Анна Мария фон Бранденбург-Байройт (1609 – 1680). Те имат 19 деца:
- Анна Мария (* 2 февруари 1657; † 21 май 1659)
- Зигмунд Франц (* 21 април 1658; † 26 август 1667)
- Леополд Игнац Йозеф (* 16 август 1660; † 13 юли 1708), 4. (3.) княз на Дитрихщайн, женен на 13 юли 1687 г. за графиня Мария Годофреда Доротея фон Салм (1667 – 1732)
- Ердмунда Мария (* 17 април 1662; † 16 март 1737), омъжена 1681 г. за княз Йохан Адам I Андреас фон Лихтенщайн († 1712)
- Карл Йозеф фон Дитрихщайн (* 17 юли 1663; † 29 септември 1693), граф на Дитрихщайн
- Валтер Франц (* 18 септември 1664; † 3 ноември 1738), 5. (4.) княз на Дитрихщайн-Николсбург, женен два пъти
- Франциска (*/† 22 октомври 1665)
- Макимилиан (*/† 25 август 1666)
- Маргарет (* 17 септември 1667; † 24 август 1682)
- Мария Алойзия (* 28 ноември 1668; † 24 април 1673)
- Венцел Доминик Лукас (* 18 октомври 1670; † 24 април 1673)
- Христиан (*/† 5 декември 1672)
- Клаудия Фелицитас Йозефа (* 25 април 1674; † 10 септември 1682)
- Мария Йозефа Антония Кажетана Роза (* 13 ноември 1675; † 16 ноември 1675)
- Фердинанд (*/† 1676)
- Мария Шарлота Анна (* 20 септември 1677; † 21 август 1682)
- Якоб Антон (* 24 юли 1678; † 15 май 1721), граф
- Раймунд Йозеф (* 18 юни 1679; † 18 август 1682)
- Доминика Мария Анна (* 30 юли 1685; † 3 март 1694)